# 마동 (익산시)
마동(馬洞)은 대한민국의 전북특별자치도 익산시에 설치된 동이다.

## 개요
마동이 지방 행정구역 명칭으로 등장한 것은 해방 이후이고 그 이전에는 옥야현에 속한 마을에 지나지 않았다. 이곳은 전주를 거쳐 서울로 올라가는 길목으로 말을 이용하는 행인들이 이곳에서 물을 먹이며 쉬어 갔다해서 마동이라 했다는 이야기가 전해지고 있다.

## 역사
- 백제시대 - 소덕지현에 속한마을
- 통일신라 - 옥야현에 속한마을
- 1899년 - 전주군 남일면에 속한마을
- 1914년 10월 1일 - 익산면 마동리
- 1933년 12월 1일 - 이리읍 마동정
- 해방 후 - 마동정을 마동으로 변경
- 1947년 4월 1일 - 이리부 마동으로 승격
- 1949년 8월 15일 - 이리시 마동으로 승격
- 1995년 5월 10일 - 익산시 마동으로 변경

## 행정 구역
- 마동

## 교육
익산교육지원청, 익산교육문화회관이 위치해 있으며, 2016년 이전에는 이리남중학교도 위치해 있었다.
- 이리초등학교
- 익산지원중학교
- 전북대학교 익산캠퍼스

## 주거
| 단지명                       | 건설사                    | 시행사                        | 주소          | 입주        | 비고 |
| ---------------------------- | ------------------------- | ----------------------------- | ------------- | ----------- | ---- |
| 익산 오투그란데 글로벌카운티 | 제일건설㈜                | 제일건설㈜                    | 선화로53길 10 | 2022년 2월  |      |
| 익산 마동 코아루 디펠리체    | 대창건설㈜                | 한국토지신탁                  | 선화로55길 6  | 2020년 9월  |      |
| 익산 이지스위트밸리          | 동일종합건설㈜ ㈜이지건설 | 동일종합건설㈜ ㈜이지건설     | 선화1로 31-46 | 2004년 10월 |      |
| 익산자이 그랜드파크          | 지에스건설㈜              | 한국토지신탁 ㈜마동공원개발   |               | 2025년 2월  |      |
| 익산 제일풍경채 어바니티     | ㈜제일건설                | ㈜무궁화신탁 ㈜수도산공원개발 | 서동로 194-12 | 2024년 8월  |      |
| 힐스테이트 익산              | 현대건설                  | ㈜아시아신탁 (유)트리플건설   |               | 2024년 2월  |      |